# Nessuno è perfetto (per fortuna)
Nessuno è perfetto (per fortuna) è un album in studio dei Tinturia.

## Tracce
1. Macaco
2. Stunz
3. Cielo sereno
4. 92100
5. Extra
6. Libera la mente
7. Ipoteticamente
8. Cercami
9. Mi sento lento
10. Ciò che voglio
11. Testa
12. Cirasaru